# Middleton (Greater Manchester)
 For alternative betydninger, se Middleton. (Se også artikler, som begynder med Middleton)
Middleton er en by i Mellemengland, historiskt i Lancastershire, men nu regnet til Greater Manchester.
Byen ligger ved floden Irk, 8 km NØ. f. Manchester, havde 1911 27980 indbyggere og 2001 45580. Byen har en interessant, gammel kirke og en latinskole (stiftet 1572).
I begyndelsen av det 20. århundrede drevs fabrikation af bomulds-og silketøjer, en egen slags bomuldfløjl (fustian) og lærred. Der fandtes også talrige farverier og katuntrykkerier. I dag findes plasticindustri i byen.
53°36′N 2°12′V / 53.6°N 2.2°V